# Das schöne Fräulein Schragg
Das schöne Fräulein Schragg ist ein historischer Romanzenfilm aus dem Jahre 1937 und der vorletzte Film aus der Reihe der Fridericus-Rex-Filme mit Otto Gebühr. Die Filmhandlung beruht auf dem gleichnamigen Roman von Fred Andreas. Die Hauptrollen sind neben Otto Gebühr mit Paul Bildt, Hansi Knoteck, Eduard von Winterstein und Elsa Wagner besetzt. Paul Klinger spielt den Mann, in den sich die Titelfigur verliebt.
Im Gegensatz zur überwiegenden Anzahl der anderen Filme dieser Reihe geht es hier nicht vorrangig um Soldaten und Krieg, sondern um eine Liebesromanze, die den Film dominiert.
Die Uraufführung des Historienfilms fand am 9. April 1937 in Berlin statt.

## Handlung
Einige Jahre nach Ende des Siebenjährigen Krieges soll Ostpreußen 1770 nach dem Willen Friedrichs des Großen mittels entlassener Soldaten und begnadigter Sträflinge wieder besiedelt und kultiviert werden. Beide Gruppen genießen wenig Ansehen, vor allem bei den dort bereits ansässigen Gutsherren und Bauern.
Darum wird auf höchste Kabinettsorder das Hoffräulein Anna-Maria Schragg, Tochter eines Geheimrats, nach Masuren geschickt, um das Aufbauwerk voranzutreiben. Dort findet das verwöhnte Hoffräulein in dem ehemaligen Theologiestudenten Ludwig Krüll, den ein widriges Schicksal als Kolonisten in diese Gegend verschlagen hat, den Mann und die Berufung fürs Leben. Dass Anna-Marias Kampf um diese Liebe, der gesellschaftliche Vorurteile im Wege stehen, erfolgreich ist, verdankt sie auch der Hilfe des verständnisvollen Königs.

## Produktionsnotizen
Es handelt sich um einen Film der Herstellungsgruppe der UFA Krüger-Ulrich, Tonlicht-Film GmbH, Peter Ostermayr (Berlin) im Auftrag der Universum-Film AG (UFA). Für die Bauten waren Hanns H. Kuhnert und Hermann Asmus verantwortlich. Die Regie-Assistenz lag bei Paul Ostermayr, die künstlerische Oberleitung bei Peter Ostermayr. Die Filmaufnahmen entstanden in der Umgebung von Rheinsberg.

## Rezeption

### Veröffentlichung
Die Premiere in Deutschland fand am 9. April 1937 statt; in den USA wurde der Film am 24. September 1937 unter dem Titel Pretty Miss Schragg veröffentlicht, in Slowenien/Jugoslawien am 27. Oktober 1937 unter dem Titel Ples na dvoru. Veröffentlicht wurde der Film zudem in Österreich und in Spanien, dort unter dem Titel Por mandato imperial.

### Kritik
Karlheinz Wendtland schrieb: „Da selbst die Alliierten keinen Anstoß an dem gütigen König nahmen, der entlassene Soldaten mit begnadigten Sträflingen gleichsetzte (!), aber auch möglichst viele Landeskinder wünschte und das Land im Osten kolonisieren wollte, sehen auch wir keine Bedenken.“
Das Lexikon des internationalen Films sprach von einer „wunderschöne[n], gepflegten UFA-Liebesromanze zwischen der Rokokopracht des Königshofs und ländlicher Urwüchsigkeit“.